# Pietro Cremona
Pietro Cremona (Arosio, 1800 circa – ...) è stato uno scultore e stuccatore svizzero-italiano.

## Biografia
Negli anni 1827-1829 realizzò le sculture per l'altare e gli stucchi delle pareti della cappella di San Massimo al Castello ducale di Agliè, curando anche il restauro e l'allestimento del Museo delle Statua o Tuscolano.
Verso il 1830 si occupò del restauro del castello di Pollenzo e nel 1839 della volta maggiore e delle pareti dello scalone di Palazzo Madama a Torino.